# Andrejčje
Andrejčje je naselje v Občini Bloke.